# Мотель Фросина Денисівна
Мотель Фросина Денисівна (19 січня 1913 (за іншими даними — 1912), село Голубече, зараз Крижопільського району Вінницької області — 26 листопада 1994, село Голубече, Крижопільського району Вінницької області) — ланкова колгоспу «Третій вирішальний» Крижопільського району Вінницької області. Герой Соціалістичної Праці (31.12.1965).

## Біографія
Народилася 1912 року в селі Голубече, Ольгопільського повіту. Трудову діяльність почала з тринадцятирічного віку. З 1930 року працювала у колгоспі «Третій вирішальний», у ланці Т. П. Марцин. Після утворення в 1945 р. Крижопільської сортодільниці пішла працювати членом ланки по вирощуванню цукрових буряків. Під час її хвороби, Фросина Денисівна очолила ланку буряківниць. У 1965 році у важких погодних умовах її ланка зібрала в середньому по 578 центнерів цукрового буряку з гектару.
Указом Президії Верховної Ради СРСР від 31 грудня 1965 року за успіхи досягнуті у підвищенні врожайності, збільшенні виробництва та заготовки цукрового буряку Мотель Фросині Денисівні присвоєно звання Герой Соціалістичної Праці з врученням ордену Леніна та золотої медалі «Серп і Молот».
Продовжувала працювати ланковою. За результатами 8-ї п'ятирічки (1966—1970) нагороджено орденом Трудового Червоного Прапора. Жила у Крижопільському районі. Померла 26 листопада 1994 року.
У смт. Крижопіль на Алеї Героїв встановлено бюст Фросині Денисівні.